# Vera e o Reino do Arco-Íris
Vera e o Reino do Arco-Íris é uma série animada americano-canadense para crianças, produzida para a Netflix pelo Guru Studio, em colaboração com a Home Plate Entertainment, a dupla americana de artistas FriendsWithYou e Pharrell Williams' I Am Other . É baseado no trabalho artístico de FriendsWithYou .
A primeira temporada de 10 episódios da série estreou na Netflix em 11 de agosto de 2017. As duas partes da segunda temporada com cinco episódios cada, Vera: Amigos Mágicos e Vera: Desejos Maravilhosos, estrearam em 15 de junho de 2018. Uma terceira temporada de 4 episódios da série, chamada Vera: Cidade Cogumelo, foi lançada na Netflix em 3 de maio de 2019. Cante e Dance com a Vera, estreou na Netflix em 18 de maio de 2018 e é uma coleção de vídeos com remixes de músicas do show. Vera: Canções do Arco-Íris foi lançado em 12 de julho na Netflix e consiste em 8 novas músicas.

## Sinopse
Vera e o Reino do Arco-Íris mostra Vera e seu melhor amigo Bartleby, um Gato de 8 anos de idade, enquanto ajudam os caprichosos cidadãos do Reino do Arco-Íris, um universo maravilhoso e colorido, repleto de cidadãos encantadores e fantásticos. Vera é a única que pode ativar os poderes mágicos dos Desejos da Árvore dos Desejos, resolver problemas no Reino do Arco-Íris e ensinar os espectadores com sua imaginação, atenção e empatia.

## Desenvolvimento e Produção
A série foi originalmente anunciada em março de 2013. Intitulada Wish Come True True na mesma época dos brinquedos feitos pela FriendsWithYou. Foi planejado ter meia hora e 100 episódios em uma temporada, produzidos pelo Guru Studio, Home Plate Entertainment e TV Ontário.
Em junho de 2015, a Netflix anunciou cinco novos títulos para sua linha de séries pré-escolares. Entre eles estava Vera e o Reino do Arco-Íris, e desta vez, foram anunciados dez episódios de 22 a 24 minutos em uma temporada, previstos para serem lançados em 2017. No anúncio, Pharrell Williams' I Am Other também foi incluído na lista de empresas.

## Personagens
Vera: Uma forte heroína. Vera possui um coração caloroso, uma mente inteligente e energia ilimitada. Ela aceita cada desafio de frente com um sorriso radiante. O que torna a Vera verdadeiramente extraordinária é que ela é a única no Reino do Arco-Íris que pode ativar os poderes especiais dos Desejos que liberam energia mágica.
Bartleby: O Gato companheiro engraçado de Vera. Só Vera, sua melhor amiga, sabe que ele é na verdade um pouco assustado. Ele é um gatinho opinativo e comenta bastante, o que ajuda a ativar as habilidades criativas de resolução de problemas de Vera.
Rei Arco-Íris: O governante adorável do Reino do Arco-Íris, ele é um rei gentil, compreensivo e humilde. Embora ele possua uma riqueza de conhecimentos, ele compartilha sua sabedoria em enigmas adicionando desafios divertidos às aventuras de Vera. Ele faz qualquer coisa para ajudar Vera em sua jornada, mas ele sabe que o sucesso verdadeiro é alcançado quando Vera resolve todos os problemas por conta própria.
Zee: É amigo de Vera, um aprendiz do Rei Arco-Íris e o guarda-desejos. Um ou dois anos mais velho que Vera, Zee é um “Desejologista” treinado, o que significa que ele cuida dos Desejos e ele sabe tudo sobre seus pontos fortes e poderes. Uma vez que um problema surge no reino, Vera procura o conselho de Zee e pede ajuda na Árvore dos Desejos.
Grizelda: É uma jovem princesa egocêntrica. No fundo ela percebe que precisa de uma amiga como Vera. Embora Vera tente alcançar o Coração da Princesa, os modos egoístas de Grizelda podem tornar isso um desafio. No entanto, o amor no Reino do Arco-Íris é incondicional, então Vera nunca para de tentar. Grizelda é apenas alguém que é um pouco egoísta, o que significa que ela precisa de um pouco mais de amor!
Frookie: É o cachorro de Grizelda. Ele sabe que o interior de Grizelda não é tão ruim.
Desejos: Os Desejos não falam, mas são altamente expressivos, e se comunicam com gestos engraçados e sons doces. Cada um tem uma personalidade única e grande que complementa ou contrasta seu poder. Os Desejos compartilham um vínculo especial com Vera, mas até que eles sejam chamados à ação, eles ficam ocupados treinando com o Zee. Cada Desejo é munido de um poder especial que somente Vera pode ativar.

### Outros personagens
- Pés Grandes
- Cidadãos Arco-Íris
- Grizmos - Ajudantes de Grizelda que atuam como servos
- Felpudo - Uma nuvem Cumulus que leva Vera e Bartleby para voarem sobre o Reino do Arco-Íris
- Gloomy Glooma
- Pequenos Ajudantes
- Mila
- Bingo Bango - Um DJ que mora na Cidade Arco-Íris.
- A Árvore dos Desejos - É uma árvore onde Zee estuda os Desejos que vivem lá e onde Vera e Bartleby pedem ajuda a Zee para resolver um problema com a ajuda de Desejos
- Sombra e Garra de Prata

## Dublagem

### Versão Brasileira
- Vera: Karin Medeiros (1°voz), Adriana Albuquerque (2°voz)
- Bartleby: Thiago Machado (1°voz), Rafael Schubert (2°voz)
- Zee: Isabela Crespo
- Rei Arco-Íris: Ricardo Rossatto (1°voz), José Leonardo (2°voz)

Direção de Dublagem: Teline Carvalho
Tradução: Thiago Machado
Diretor Musical: Ricardo Wooght
Letra da Música: Dilma Machado
Engenheiro de Som: Bruno Taborda
Estúdio: BTI Studios

### Versão Portuguesa
- Vera: Inês Marques
- Rei Arco-Íris: Luís Lucena
- Yeti: André Raimundo
- Zé: Inês Marques
- Bartolomeu: Luís Lucena
- Vozes adicionais: Inês Marques, André Raimundo

Direcção de Diálogos: João Tocha
Adaptação: Isabel Martins, Mário Dias
Direcção de Voz: Mário Dias
Letra da Música: Isabel Martins
Engenheiro de Som: Mário Dias
Estúdio: BTI Studios

## Episódios

### 1ª Temporada:Vera e o Reino do Arco-Íris(2017)
A 1ª Temporada da série, intitulada Vera e o Reino do Arco-Íris, estreou na plataforma de streaming Netflix em 11 de Agosto de 2017.

### 2ª Temporada:Vera: Amigos Mágicos(2018)
Vera: Amigos Mágicos foi lançado como uma série autônoma na Netflix em 18 de junho de 2018.

### 2ª Temporada:Vera: Desejos Maravilhosos(2018)
Vera: Desejos Maravilhosos foi lançado como uma série autônoma na Netflix em 18 de junho de 2018.

### 3ª Temporada:Vera: Cidade Cogumelo(2019)
A primeira parte da terceira temporada de Vera e o Reino do Arco-Íris, intitulada Cidade Cogumelo, foi lançada na Netflix em 3 de maio de 2019.

### 3ª Temporada:Vera: A Família Pé-Grande
A segunda parte da terceira temporada de Vera e o Reino do Arco-Íris, intitulada A Família Pé-Grande, foi lançada na Netflix em 30 de agosto de 2019.

## Lançamento
Uma exibição da série foi realizada em 10 de agosto de 2017 em um local do Pacific Theatres no The Grove at Farmers Market em Los Angeles. Entre os participantes e convidados estavam Frank Falcone, Bill Schultz, Pharrell Williams, a dupla FriendsWithYou, Kelly Rowland , Christina Milian e Tyga. A série estreou na Netflix em 11 de agosto de 2017.
A segunda temporada entrou em fase de produção em 2017, com estreia prevista para 2018. Mais tarde, a Netflix anunciou que a segunda temporada teria dois títulos independentes, Vera: Amigos Mágicos e Vera: Desejos Maravilhosos, que foram lançados em 15 de junho de 2018. Antes dessa data, alguns episódios dessas séries eram transmitidos no Canadá em inglês na CBC Television e em francês na Ici Radio-Canada Télé.
Em 28 de setembro de 2017, foi anunciada outra temporada da série, que estava programada para estrear em 2019. A temporada, intitulada Vera: Cidade Cogumelo, foi lançada na Netflix em 3 de maio de 2019.
Em 18 de maio de 2018, a Netflix lançou Cante e Dance com a Vera, uma coleção de videoclipes com remixes das músicas do programa. Em 2 de outubro de 2018, a Netflix anunciou que lançará especiais e curtas. Logo depois, eles confirmaram mais uma temporada.

## Prêmios e indicações
| Ano  | Prêmio           | Categoria                               | Nomeado | Resultado |
| ---- | ---------------- | --------------------------------------- | ------- | --------- |
| 2019 | Kidscreen Awards | Melhor Nova Série                       |         | Indicado  |
| 2019 | Kidscreen Awards | Melhor Série Animada                    |         | Indicado  |
| 2019 | YMA Awards       | Melhor Programa, Animação – Pré-escolar |         | Venceu    |

## Merchandise e outras mídias
Conforme anunciado em Fevereiro de 2017, a Guru Studio nomeou a Brand Central em Los Angeles como a Agência de Licenciamento de Vera e o Reino do Arco-Íris. Em agosto de 2017, foi anunciado que a Toy State se tornou a principal licenciada de brinquedos, com os primeiros produtos anunciados para o Outono de 2018.
Em Maio de 2018, mais licenciados, intermediados pela Brand Central foram adicionados. Um dos titulares recém-nomeado foi a Chouette, que recebeu os principais direitos de publicação. Foi afirmado que os produtos serão lançados no Outono de 2018 nos Estados Unidos e no Canadá e em 2019 no resto do mundo.